# Elay Ershad
Elay Ershad es una expolítica afgana y exmiembro de la Cámara del Pueblo (Wolesi Jirga).  Ella fue portavoz del presidente Ashraf Ghani, al que calificó de "cobarde" por huir después de la caída de Kabul. 

## Trayectoria
Ershad se licenció en la Facultad de Derecho y Ciencias Políticas, Departamento de Diplomaciade la Universidad de Kabul. Después trabajó como profesora adjunta en la Facultad de Derecho y Ciencias Políticas de dicha Universidad.
También realizó diversas funciones en el gobierno de Ashraf Ghani antes de la toma del poder por parte de los talibanes. Fue presidenta de la Comisión de Educación, Enseñanza Superior, Asuntos Culturales y Religiosos. Trabajó como asesora general y asistente ejecutiva del ministro del Interior y del ministro de Educación de Afganistán. Asimismo, es miembro del Comité Coordinador de Mujeres Parlamentarias de la Unión Interparlamentaria. Representa al partido político Verdad y Justicia en Afganistán.